# Aden (gouvernement)
Aden is een gouvernement (provincie) in Jemen.
Aden telt 590.413 inwoners op een oppervlakte van 760 km². Naast de stad Aden omvat het gouvernement ook de Socotra-archipel.
Abyan · Aden · Ad Dali' · Al Bayda' · Al Hudaydah · Al Jawf · Al Mahrah · Al Mahwit · 'Amran · Dhamar · Hadramaut · Hajjah · Ibb · Lahij · Ma'rib · Raymah · Sa'dah · Sanaa (stad) · Sanaa (gouvernement) · Shabwah · Socotra · Ta'izz